# Montjoyer
Montjoyer är en kommun i departementet Drôme i regionen Auvergne-Rhône-Alpes i sydöstra Frankrike. Kommunen ligger i kantonen Grignan som tillhör arrondissementet Nyons. År 2022 hade Montjoyer 277 invånare.

## Befolkningsutveckling
Antalet invånare i kommunen Montjoyer
Referens:INSEE